# Mali ai Giochi olimpici
Il Mali ha partecipato per la prima volta ai Giochi olimpici nel 1964.
Gli atleti maliani non hanno mai vinto medaglie ai Giochi olimpici estivi, né hanno mai partecipato ai Giochi olimpici invernali.
Il Comitato Olimpico Nazionale e Sportivo del Mali, creato nel 1962, venne riconosciuto dal CIO nel 1963.

## Medaglieri

### Medaglie alle Olimpiadi estive
| Giochi                 | Oro              | Argento          | Bronzo           | Totale           |
| ---------------------- | ---------------- | ---------------- | ---------------- | ---------------- |
| Tokyo 1964             | 0                | 0                | 0                | 0                |
| Città del Messico 1968 | 0                | 0                | 0                | 0                |
| Monaco 1972            | 0                | 0                | 0                | 0                |
| Montreal 1976          | non partecipante | non partecipante | non partecipante | non partecipante |
| Mosca 1980             | 0                | 0                | 0                | 0                |
| Los Angeles 1984       | 0                | 0                | 0                | 0                |
| Seoul 1988             | 0                | 0                | 0                | 0                |
| Barcellona 1992        | 0                | 0                | 0                | 0                |
| Atlanta 1996           | 0                | 0                | 0                | 0                |
| Sydney 2000            | 0                | 0                | 0                | 0                |
| Atene 2004             | 0                | 0                | 0                | 0                |
| Pechino 2008           | 0                | 0                | 0                | 0                |
| Londra 2012            | 0                | 0                | 0                | 0                |
| Rio de Janeiro 2016    | 0                | 0                | 0                | 0                |
| Tokyo 2020             | 0                | 0                | 0                | 0                |
| Parigi 2024            | 0                | 0                | 0                | 0                |
| Totale                 | 0                | 0                | 0                | 0                |